# مخيم رفح
يقع مخيم رفح في قلب مدينة رفح إلى الجنوب من غزة بالقرب وعلى الحدود المصرية. وقد تأسس المخيم عام 1949. وفي ذلك الوقت، كان المخيم واحدا من أكثر المخيمات اكتظاظا بالسكان من بين المخيمات الثمانية في قطاع غزة. حيث أنه كان ملاذا لما مجموعه 41,000 لاجئ فروا من الأعمال العدائية لحرب عام 1948، وهو اليوم مسكنا لحوالي 99,000 لاجئ. ومع مرور الوقت، انتقل الآلاف من اللاجئين من المخيم إلى مشروع إسكاني قريب في تل السلطان، الأمر الذي جعل المخيم لا يكاد يمكن تمييزه عن المدينة المحاذية له.
يقسم الشارع العام أو شارع البحر المخيم إلى قسمين، القسم الشمالي ويضم الشابورة والقسم الجنوبي الملاصق للحدود المصرية ويضم حي يبنا. قامت سلطات الاحتلال بهدم العديد من المنازل وشق الشوارع واقتلاع الأشجار في منطقة المخيم لأسباب أمنية، بدأت هذه الممارسات عام 1971م، حيث شقت سلطات الاحتلال شارع بعرض 200 م في الشابورة وشارع آخر في حي يبنا بعرض 150 م. تأثرت الحركة التجارية في المخيم تأثراً سلبياً إثر تقسيم مدينة رفح حيث أغلقت عشرات المحال التجارية بسبب انتقال أصحابها إلى الجانب المصري في مخيم كندا مما أدى إلى ضعف الحركة الشرائية.

## الخدمات
يوجد في المخيم 9 مدارس ابتدائية للبنين و 12 مدرسة ابتدائية للبنات، و4 مدارس إعدادية للبنين ومثلها للبنات وتتبع المدارس لوكالة الغوث، ويوجد العديد من رياض الأطفال.
وفي عام 1995م، أنشئ مركز صحي جديد للوكالة في مشروع أسكان تل السلطان؛ويعمل 24 عامل صحه و هناك 9400 زياره مريض المتوسط شهريا هناك اعيد إنشاء مركز برامج المرأه في ديسمبر/كانون اول عام 1995م، وينخرط حوالي 5500امرأه و3500 طفلا في برامجه سنويا.

## السكان
ينحدر أهالي المخيم من القرى والمدن العربية داخل فلسطين عام 1948م كاللد والرملة ويافا والقرى المحيطة بها وتسمى أحياء المخيم بأسماء القرى الفلسطينية التي هاجروا منها.
يعمل معظم سكان المخيم في التجارة والسوق المركزي الذي يعتبر من أكبر الأسواق في قطاع غزة، ويعمل جزء آخر في الحرف الصناعية ويبلغ عدد العاملين في هذا المجال 600 عامل ويعمل جزء آخر من الأهالي في صيد الأسماك ويبلغ عددهم 100 صياد.
تعد الكثافة السكانية العالية من الشاكل الرئيسية حيث يعيش اللاجئون في مساكن مكتظة في شوارع ضيقة للغاية. كما وقد أدى الحصار المفروض على غزة إلى بطالة متزايدة، ويفتقد السكان إلى سبل الوصول إلى مياه الشرب والكهرباء بشكل كاف. كما أن المخيم يعاني أيضا من مشاكل كبيرة مرتبطة بصيانة البنية التحتية، حيث أنه لا يمكن القيام بأية عمليات إنشاء أو إعادة بناء للبنية التحتية أو المساكن بسبب الحظر المفروض على استيراد مواد البناء إلى قطاع غزة. لا يوجد في المخيم مرافق صحية تتناسب مع عدد السكان، حيث يوجد عيادة طبية واحدة فقط تابعة لوكالة الغوث فيها قسم للأسنان والعيون والولادة والطوارئ ويعمل في هذه العيادة 31 ممرضاً وموظفاً وستة أطباء.
يعمل معظم سكان المخيم في التجارة والسوق المركزي الذي يعتبر من أكبر الأسواق في قطاع غزة، ويعمل جزء آخر في الحرف الصناعية ويبلغ عدد العاملين في هذا المجال 600 عامل ويعمل جزء آخر من الأهالي في صيد الأسماك ويبلغ عددهم 100 صياد.
تعد الكثافة السكانية العالية من الشاكل الرئيسية حيث يعيش اللاجئون في مساكن مكتظة في شوارع ضيقة للغاية. كما وقد أدى الحصار المفروض على غزة إلى بطالة متزايدة، ويفتقد السكان إلى سبل الوصول إلى مياه الشرب والكهرباء بشكل كاف. كما أن المخيم يعاني أيضا من مشاكل كبيرة مرتبطة بصيانة البنية التحتية، حيث أنه لا يمكن القيام بأية عمليات إنشاء أو إعادة بناء للبنية التحتية أو المساكن بسبب الحظر المفروض على استيراد مواد البناء إلى قطاع غزة. لا يوجد في المخيم مرافق صحية تتناسب مع عدد السكان، حيث يوجد عيادة طبية واحدة فقط تابعة لوكالة الغوث فيها قسم للأسنان والعيون والولادة والطوارئ ويعمل في هذه العيادة 31 ممرضاً وموظفاً وستة أطباء.